# Сарок
Са̀рок (на италиански: Sarroch; на сардински: Sarroccu, Сароку) е градче и община в Южна Италия, провинция Каляри, автономен регион и остров Сардиния. Разположено е на 47 m надморска височина. Населението на общината е 5273 души (към 2010 г.).